# Cunoniaceae
Cunoniaceae es una familia de 26 géneros y cerca de 350 especies de plantas leñosas en la flora Antártica, nativa de Australia, Nueva Caledonia, Nueva Guinea, Nueva Zelanda, sur de Sudamérica,  islas Mascareñas y sur de África.  Muchos de estos géneros tienen rangos de disyunción encontrados en más de un continente, e.g. Cunonia en Sudáfrica y en Nueva Caledonia, y Caldcluvia y Eucryphia en  Australia y en Sudamérica. Caldcluvia se extiende al norte de Ecuador, y en  Filipinas,  y Geissois a Fiyi en el océano Pacífico.

## Descripción
Incluye árboles, arbustos,  lianas; muchos son  siempreverdes pero los hay caducifolios.  Las hojas  opuestas o espiraladas, raramente alternas,  simples o pinnadas, y con frecuencia con estípulas conspicuas.  Las flores tienen 4-5 (raro 3 o más de 10) sépalos y pétalos.  El fruto es usualmente una  cápsula leñosa con varias  semillas pequeñas; que tienen un endosperma oleoso.
Las familias Baueraceae, Davidsoniaceae,  Eucryphiaceae, previamente vistas como distintas, están ahora incluidas en las Cunoniaceae.

## Taxonomía
La familia fue descrita por Robert Brown y publicado en A Voyage to Terra Australis 2: 548. 1814.

## Géneros
| - Ackama - Acrophyllum - Acsmithia - Aistopetalum - Anodopetalum - Bauera - Caldcluvia - Callicoma - Calycomis - Ceratopetalum | - Codia - Cunonia - Davidsonia - Eucryphia - Geissois - Gillbeea - Gumillea - Hooglandia - Lamanonia - Pancheria | - Platylophus - Pseudoweinmannia - Pterophylla - Pullea - Schizomeria - Spiraeanthemum - Vesselowskya - Weinmannia |